# Coronado (Messico)
Coronado è una municipalità dello stato di Chihuahua, nel Messico settentrionale, il cui capoluogo è la località omonima.
Conta 2.284 abitanti (2010) e ha una estensione di 1.884,56 km².
Il paese deve il suo nome a José Esteban Coronado, generale durante la guerra della Riforma.